# Lista över musikaliska former, stilar och genrer
I denna lista över musikaliska former, stilar och genrer baseras de korta definitionerna på informationen i respektive huvudartikel. 

## 0–9
- 60-talspop/rock är ett samlingsbegrepp för rock och popmusik som producerades på 1960-talet.

## A
- A cappella är sång utan ackompanjemang.[1]
- Acid house eller bara acid är en benämning på en undergenre inom house.[2]
- Acid jazz (också känt som groove jazz eller club jazz) är en musikgenre som kombinerar element av soul, funk, disco och engelsk nittiotals-dancemusik.
- Acid rock är en form av psykedelisk musik som uppkom i slutet på 1960-talet.
- Afroamerikansk musik är samlingsbenämningen för ett antal musikgenrer, utvecklade i Nord- och Sydamerika, som härrör från de afrikanska slavarnas och deras ättlingars musik.[3]
- Air är en typ av en- eller flerstämmigt melodistycke, ofta framfört instrumentalt.
- Allemande är en del av en svit.
- Allspel är ett begrepp inom svensk folkmusik.
- Alternativ country är en benämning på varierande genrer inom countrymusik.
- Alternativ metal är en blandning av olika musikstilar i genren metal.
- Alternativ rock är ett samlingsbegrepp som innefattar alternativa musikgenrer av rockmusik.
- Ambient är en benämning på en musikgenre, men även som ett adjektiv för att beskriva allmänt lågmäld och gäckande musik.
- Anglaise är en dansrytm i 2/4- eller 4/4-takt som fått sitt namn för att den ursprungligen kommer från England.
- AOR, Albumorienterad rock är en riktning inom rocken som vänder sig till en lite äldre målgrupp.
- Aria är solosång, alltid med ackompanjemang, som oftast ingår i operor och sakral musik.
- Artrock är en subgenre inom rockmusiken med experimentella eller avantgardistiska influenser.
- Atonal musik är en musikgenre där musikens grundtoner har en underordnad betydelse.

## B
- Bachata är en dans- och musikgenre från Dominikanska republiken.
- Ballad är en medeltida dansvisa med omkväde, vanligen av berättande karaktär.
- Barbershop är en vokal musikgenre som härstammar från USA.
- Barkarol, Barcaroll eller Barcarolle avser bland annat en venetiansk gondoljärsång.
- Barnkör, se kör.
- Bebop är en rytmisk och rapp form av jazz med ursprung på 1940-talet.
- Berceuse är en vaggvisa.
- Bitpop eller Blip Blop är en elektronisk musikstil där åtminstone en del av musiken är chipmusik, och alltså framförs på spelkonsoler såsom Nintendo Entertainment System och Sega Master System eller datorer som Commodore 64.
- Black metal är en undergenre till metal.
- Blandad kör, se kör.
- Bluebeat var en rytmisk musikstil som introducerades på Jamaica sommaren 1966 genom att ett extra taktslag lades till före skarytmen.
- Bluegrass är en musikgenre och en subgenre till countrymusik.
- Blues är en form av vokal och instrumentell musik med ursprung i arbetssånger, sjungna av svarta i USA.
- Bluesrock är en fusiongenre som kombinerar blues och rockmusik.
- Bolero är en dans som härstammar från Spanien och är mycket populär i sydamerikanska länder.
- Boogie woogie är en pianobaserad musikgenre utvecklad ur blues.
- Boogierock är en genre inom rockmusik som började uppkomma i slutet på 1960-talet.
- Bossa nova är en blandning av traditionella brasilianska sambarytmer och nordamerikansk jazz.
- Breakbeat är en elektronisk musiksamlingsgenre som lägger fokus på trummor och rytmer.
- Breakcore är en löst definierad elektronisk musikstil.
- Brudmarsch är ceremoniell musik som har använts och fortfarande används i samband med bröllop.
- Brutal death metal är en subgenre inom death metal och grindcore som karakteriseras bland annat av sin särskilda sångstil samt speciella sångstrukturer.
- Buskspel kallas ett spontant, improviserat och otvunget samspel mellan spelmän i sammanhang där dessa möts.

## C
- Calypso är en musikstil som härstammar från Trinidad och Tobago.
- Cancan är en parisisk varietédans med höga bensparkar, populär 1830–1900.
- Canterbury scene är en musikgenre som uppkom i Canterbury, England i slutet av 1960-talet.
- Canzona eller canzone ('sång' på italienska) är en konstfull lyrikstil och en musikgenre.
- Cha-cha-cha även kallad cha-cha, är en latinamerikansk dans och musikstil i 4/4-takt.
- Chillwave innehåller influenser från shoegaze, ambient och kanske främst 1980-talets synthpop.
- Cluster är en musikalisk term som betecknar en "tonklunga" eller en grupp av näraliggande toner, som spelas eller sjungs samtidigt utan hänsyn till harmoniska förhållanden.
- Collegerock är en musikgenre som uppstod på 1980-talet.
- Cool jazz var en jazzstil på 1950-talet, som tillkom under Miles Davis ledning av det så kallade Tubabandet 1949–1950.
- Countryblues är en akustisk, gitarrbaserad form av blues.
- Country, country, country and western, är en samlingsterm för flera musikgenrer med ursprung i folkmusiken i Sydstaterna i USA och i Appalacherna, samt i brittisk och irländsk spelmanskultur, liksom i spiritual och blues.
- Countrypop är en inriktning inom countrymusik som uppstod på 1970-talet.
- Countryrock är en musikgenre som ligger i gränslandet mellan country och rockmusik.
- Courante, se svit (musik).
- Crunk är en undergenre till Hiphop-musiken.
- Crust eller crustpunk är en av många extremer och subgenrer inom hardcorepunk.
- Csardas är en ungersk dans.
- Cumbia är en latinamerikansk musikstil.

## D
- Damkör, se kör.
- Dance är en musikgenre inom dansmusiken som nästan helt består av musik gjord med hjälp av elektroniska instrument så som synthesizers och samplers.
- Dancehall är en typ av jamaicansk populärmusik med ett mikrofonartisteri som utvecklats ur reggaemusikens toasting.
- Dansbandsmusik, se dansband.
- Dansmusik är musik som i första hand är gjord för att dansas till.
- Dark ambient är en understil till Ambient inom grenen electronic  (även kallat: electronic dance music).
- Dark cabaret är en musikstil som har influenser från kabaré, vaudeville och burlesk blandat med gotisk rock eller punk.
- Death metal, ofta på svenska dödsmetall, är en typ av extrem heavy metal, influerad av thrash metal.
- Deathcore är en musikstil som har växt fram som en blandning av dödsmetall, hardcore och i vissa fall även metalcore.
- Deathrock är en musikstil som utvecklades ur punk och växte fram ungefär samtidigt och ur samma grund som gothscenen.
- Deep house är en genre inom housemusiken.
- Deltablues är en av de tidigaste bluesmusikstilarna och föddes under sent 1800-tal.
- Detroit-techno refererar till en techno-genre i den tidiga technomusikens musikstil (1985–1995) från Detroit.
- Disco är en kultur och en musikgenre som startades och utvecklades under 1970-talet.
- Divertimento huvudsakligen 1700-talets musikform som lämpade sig för till exempel banketter.
- Dixieland är en typ av traditionell jazzmusik.
- Doom metal kännetecknas av att den är extremt långsam och tung.
- Drömpop är ett slags musikgenre inom alternativ rock som ursprungligen kom från Storbritannien under mitten av 1980-talet.
- Drum and bass (drum n bass, drum'n'bass, DnB, d'n'b) är en genre inom elektronisk musik.
- Drumstep är en blandning av Drum'n'bass och Dubstep.
- Dub är en undergenre till reggae utvecklad under tidigt 1970-tal.
- Dubstep är en elektronisk musikgenre med influenser av bland annat 2-step, UK garage, grime, drum and bass och dub.

## E
- Epadunk (eller raggardunk), är den musik, numera ofta elektronisk, som förknippas med epatraktorer och A-traktorer. Texterna handlar ofta om alkohol, sex och att köra A-traktor.
- Electro, förkortning av electrofunk, är en elektronisk form av hiphop som är direkt influerad av Kraftwerk och funk.
- Electroclash är en musikgenre som blandar bland annat electro, synthpop och techno.
- Electronic body music (förkortat EBM, ibland bara Body) är en musikgenre som uppstod i början av 1980-talet med influenser av brittisk industrial.
- Electronica är ett mångtydigt genrebegrepp som försöker definiera en avgränsad del av elektronisk musik.
- Electropop eller ibland technopop är en musikgenre inom synthmusiken.
- Elektroakustisk musik (EAM) är en form av modern konstmusik med rötter i efterkrigstidens avantgardism.
- Elektronisk musik är musik som framhäver användandet av elektroniska musikinstrument eller elektronisk musikteknologi som en central aspekt av musiken.
- Elektronisk populärmusik, se Elektronisk musik.
- Engelska eller anglais (det franska ordet för engelska) är en dansrytm i 2/4- eller 4/4-takt som fått sitt namn för att den ursprungligen kommer från England.
- Etnopop är en musikgenre som omfattar alla typer av populärmusik som tar inspiration från icke-västerländska eller forntida kulturer i sitt musikaliska och visuella uttryck.
- Etyd (fr. étude), studium, studie, övningsstycke; musik, musikstycke, avsett att utbilda färdigheten att spela ett instrument.
- Eurobeat är en musikgenre som härstammar från 1980-talets italodisco.
- Eurodance är en sorts elektronisk dansmusik som var populär under 1990-talet.
- Extreme metal är ett samlingsnamn för de tyngsta och mest extrema undergenrerna till heavy metal, såsom black metal, death metal, grindcore och thrash metal.

## F
- Fado är en portugisisk folkmusikstil, en sorts klagosång med influenser från portugisiska sjömanssånger, Brasilien, afrikansk slavmusik och arabisk musik.
- Fantasi, även fantasia, var under barocken ofta titeln på ett fritt stycke (liksom preludium respektive toccata), som mycket väl kunde inkludera en eller två fugor.
- Flamenco
- Folkdans
- Folkliga koraler är en typ av äldre melodier till psalmer, som uppstått och omformats på olika håll i landet men i stort försvann ut ur kyrkans gudstjänster under 1800-talet.
- Folkmetal är en subgenre till metal som kombinerar metal med folkmusik.
- Folkmusik
- Folkpop, en blandgenre med kopplingar till nordamerikansk folkrock, vispop och regionala[4] europeiska musiktraditioner.
- Folkrock är en musikgenre som kombinerar element från traditionell folkmusik med rockmusik.
- Folkvisa, se ballad.
- Frijazz eller avantgardjazz, free jazz, är en riktning inom jazzen som karaktäriseras av minimal respekt och påverkan av formella gränser.
- Funeral doom metal är en undergenre till doom metal.
- Funk musikstil med liknande utveckling som soulen på 1950-talet och 1960-talet.
- Futurepop är en genre inom elektronisk dansmusik som blandar influenser från synthpop, uplifting trance och EBM.

## G
- Gabba eller gabber är en typ av hardcore techno.
- Gamelan är en grupp musikaliska traditioner som har sitt ursprung i Sydostasien, med många utövare på Java, Bali med omnejd men också på vissa håll i Bortre Indien.
- Gammeldans eller gammaldans är en samlingsbeteckning på en del av de modedanser som fanns innan 1930-talet.
- Gangstarap, ursprungligen reality rap (verklighetsrap), är en subgenre inom rapmusik som förmedlar kulturen och värderingar inom förortsgäng, verkligheten och gatulangare.
- Garage är en term som används för att beskriva olika former av modern dansmusik.
- Garagerock  är en musikgenre som växte sig stor i början på 1960-talet.
- Gavott, (fr. gavotte) är en graciös fransk pardans, ursprungligen en branle-liknande folkdans från Gap i Dauphiné som så småningom förvandlades till salongsdans.
- Generalbas (italienska basso continuo) är ett slags notskrift där man anger ackord i relation till en given basnot.
- Gigue, se svit (musik).
- Glam metal (även kallat pop metal) är en under-genre inom heavy metal som liknar glamrock, fast är något hårdare (jämför hårdrock).
- Glamrock, eller glitterrock, är en typ av rockmusik som uppstod under början av 1970-talet.
- Goatrance är en form av den elektroniska musikgenren trance.
- Gospel är en kyrklig musikgenre, utvecklad i USA i församlingar vars flesta medlemmar var svarta.
- Gosskör är en kör där stämmorna sopran och alt sjungs av pojkar som ännu inte nått målbrottet.
- Goth är en musikgenre och politiskt/religiöst obunden musikbaserad subkultur sprungen ur punken som i sin tur är indelad i flera subgenrer.
- Gothic metal är en melodisk och atmosfärisk subgenre till metal utvecklad ur death/doom.
- Gregoriansk sång, enstämmig, rytmiskt fri, ursprungligen oackompanjerad liturgisk sång inom den romersk-katolska kyrkan.
- Grindcore är en extrem form av hardcorepunk och metal med anknytning till både death metal och crustpunk.
- Grunge, "Seattlesoundet", är en genre inom alternativ rock, influerad av bland annat hardcorepunk, heavy metal och indierock, vars storhetstid ägde rum från slutet av 1980-talet till början av 1990-talet.
- Gubbrock är en bred beskrivning av klassisk rockmusik som främst riktar sig åt äldre män.
- Gurgelgrind, Goregrind, en undergenre till grindcore där farten inte är det viktigaste, istället läggs stor vikt vid så kallat "groove".
- Gånglåt, melodi inom spelmansmusiken som är avsedd att gå till.

## H
- Hair metal syftar på rockband som särskilt betonar sin image, i synnerhet frisyrerna med långt lockigt/krulligt eller tuperat hår.
- Halling är en västskandinavisk folkdans i 2/4-takt eller ibland 6/8-takt.
- Happy Hardcore är en musikgenre.
- Hard house är en undergenre till musikgenren house.
- Hardbop, riktning inom jazzen som var mest framträdande under 1950- och 1960-talen.
- Hardcore techno (som det i vissa sammanhang kallas för att förtydliga skillnad från punksubgenren Hardcore), eller bara hardcore, är hård elektronisk musik som har sina rötter tidigt på mitten av 1990-talet i städer som Rotterdam, New York och Newcastle.
- Hardcore är en genre under punk som uppstod i USA under sent 1970-tal.
- Hardstyle är en musikgenre som fötts i slutet på 90-talet ur hardcore techno och haft element från både dess modergenre och hardtrance.
- Hardtrance är en genre som representerar den tunga och snabbare sida av trance, det är påverkat av olika stilar och härstammar från Frankfurt.
- Heavy metal eller bara metal är en musikgenre inom hårdrock, vilken i sin tur har utvecklats i en mängd subgenrer, till exempel thrash metal och power metal.
- Hi-NRG, High Energy, är en genre inom elektronisk dansmusik.
- Highlife är en musikstil inom västafrikansk populärmusik som uppstod tidigt på 1900-talet.
- Hip house eller house rap är en fusion mellan hiphopgenren och house.
- Hiphop, även rappmusik, är en musikstil som växte fram i USA under mitten på 1970-talet, och blev en stor del av modern popkultur under 1980-talet.
- Honky tonk är en subgenre inom countrymusiken.
- Horrorcore är en rap-subgenre som kännetecknas av texter om att mörda, skända, våldta och lemlästa.
- Horrorpunk är en musikstil inom punk.
- House är en form av elektronisk dansmusik som ofta har en stadig 4/4-takt och är nära besläktad med disco.
- Hymn, av latinets hymnus, av grekiskans hymnos med betydelsen 'sång till gudars eller hjältars ära' – även 'lovsång till Gud', är en högtidlig sång, till exempel nationalhymn, ofta av religiös karaktär.
- Hårdrock var länge den enda samlingstermen för den hårda och tunga elgitarrdominerade rockmusik som utvecklades under inspiration av de mer högljudda rockgrupperna i slutet av 1960-talet och början av 1970-talet.

## I
- Impromptu, instrumentalt musikstycke, som avses låta som om det vore improviserat i stunden.
- Indie är en musikgenre som ibland räknas under alternativ rock och ibland som en synonym till denna genre.
- Industrial är en vag term använd till ett antal olika stilar inom elektronisk (synthmusik) och experimentell musik.
- Industrimetal är en mix mellan rå industrial, metal/hårdrock och techno/synth-musik.
- Intelligent dance music, mer känd under akronymen IDM, är en musikgenre.
- Italo disco är dansmusik huvudsakligen från Italien under åren 1983–1989.

## J
- J-pop är en japansk popmusikgenre
- Jazz fusion är en sammanslagning av jazz och en eller flera andra musikgenrer.
- Jazz är en musikgenre som kännetecknas av bland annat improvisation, avancerad harmonik med blå toner, synkoper, sväng, musikinstrument som "svarar" varandra (så kallad call and response) samt polyrytmik.
- Jazzrap är en undergenre till hiphop som uppstod i slutet av 1980-talet och början av 1990-talet med starka inslag av jazz.
- Jazzrock är en form av jazz fusion som blandar de moderna jazz- och rhythm & blues-genrerna.
- Jungle är en elektronisk musikgenre och har ett ursprung från Storbritanniens breakbeat-, hardcore- och rave-scen under början av 1990-talet.

## K
- K-pop är en koreansk popmusikgenre
- Kadrilj är en dans som troligen uppkom på 1600-talet i Frankrike.
- Kantat betecknar en måttligt lång komposition skriven för solosång, kör och orkester, med berättande text.
- Karaktärsstycke är en benämning på en kort komposition, ofta för piano, där titeln antyder ett stämningsinnehåll.
- Klassisk musik är ett vagt begrepp, skapat under 1800-talet, som ursprungligen närmast avsåg wienklassicismen, men senare utvidgades och i dag betecknar ett brett spektrum av västerländsk musik.
- Klezmer, musikstil som kan spåras till judiska arvet i Östeuropa. Klarinett, basfiol och dragspel är vanligt förekommande
- Konkret musik är en term myntad av Pierre Schaeffer 1950.
- Konsert är ett framförande av musik inför en publik.
- Krautrock är en allmän term som används om band som spelade en experimentell, delvis elektronisk typ av musik som dök upp i Tyskland i början av 1970-talet.
- Kulning är en inhemsk skandinavisk sångform som användes i vallmusiken.
- Kängpunk är en hård form av musikgenren punk som ofta ses som en gren av (tidig europeisk) hardcorepunk.
- Könsrock är en form av ironisk musik som ofta handlar om homosexualitet, ett svenskt känt könsrockband är Onkel Kånkel.
- Kör

## L
- Latinamerikansk musik eller 'latinomusik', innefattar främst musik från länder i Latinamerika.
- Latin jazz är en musikstil som kombinerar jazz med latinamerikanska rytmer, ofta hämtade från afrokubansk eller brasiliansk musik.
- Lied ohne Worte är ett instrumentalstycke utan ord.
- Lied, se romans (musik).
- Lofi är en blandning av jazzackord med ett hiphop-trumkomp
- Lovsång är en form av bön för att hylla och uttrycka sin kärlek till Gud.
- Ländler är en österrikisk runddans i lugn rörelse och 3/8- eller 3/4-takt (långsam vals).

## M
- Madrigal är en vokal profan polyfon musikform av italienskt ursprung.
- Mambo är en musikstil med kubanskt ursprung
- Manskör är antingen en kör (sångensemble) eller en komposition.
- Mazurka  är ursprungligen en polsk folkdans.
- Medeltidens musik, en epok i musikhistorien som inträffade något senare (ca. 800-talet till 1400-talet) än den övriga kulturella medeltiden.
- Melodisk black metal är en stil inom black metal med rötter i black metal och melodisk death metal.
- Melodisk death metal, även kallad melodisk dödsmetall på svenska, är en form av death metal som blandar typiska thrash- och death metal-element med mer harmoni och fler melodier.
- Melodisk trance, en genre inom trance som utmärker sig med sin uppbyggnad kring melodiska slingor.
- Mento är en fusion av Europeisk och Afrikansk folkmusik utvecklad på Jamaica.
- Menuett är en dansrytm i lugn tre fjärdedelstakt, som oftast dansats som pardans men även förekommit som gruppdans.
- Merengue är en dans från Latinamerika.
- Metal, se Heavy metal.
- Metalcore är en blandgenre som blandar in element från metal samt influenser från hardcore-musik.
- Miami Bass är en genre inom hiphop med viss electro-prägel.
- Microhouse är en subgenre av den elektroniska musikstilen house, med ursprung i Clashville, Tennessee.
- Milonga är en pardans och musikstil, sprungen ur Río de la Platas stora städer Buenos Aires och Montevideo.
- Minimal eller Minimal Techno är en subgenre till technon.
- Moment musical, se impromptu.
- Motett är en av de äldsta flerstämmiga kompositionsformerna för körmusik a cappella med rötter så långt tillbaka som till 1200-talet.
- Musique concrète, se konkret musik.
- Mässa är musik komponerad till mässans partier och avsedd att framföras inom ramen för denna.

## N
- Nashvillesoundet (countrypolitan) är ett sound inom countrymusik, som utvecklades under andra halvan av 1950-talet.
- Nazistisk Black Metal, syftar på musik inom genren black metal med ett nazistiskt budskap.
- New Age är en musikgenre vilken är speciellt omtyckt av New Age-anhängare.
- New Wave of British Heavy Metal är ett begrepp som myntades av journalisten Geoff Barton i tidningen Sounds 1979.
- Nightcore är en genre baserad på ökat tempo.
- Nocturne  betyder nattlig musik, och kommer från latinets nocturnus.
- Noise är en musikgenre som använder ljud som, under normala omständigheter, är ansedda som obehagliga eller plågsamma.
- Noiserock är en musikgenre som utvecklades under 1980-talet med rötterna från punkrock.
- Nortec är en elektronisk musikgenre från Tijuana som blev känd 2001.
- Nu-metal är en subgenre inom hårdrock (heavy metal) med drag från alternativ metal.
- Nyahbinghi är en rytm som rastas använder för att komma in i meditation.
- Nyklassisk metal innebär att man blandar hårdrock eller heavy metal med västerländsk konstmusik.

## O
- Oi! är en av punkens subgenrer.
- Opera är en form av musikteater, förknippad med den västerländska konstmusiken från barocken och framåt.
- Oratorium är ett större musikaliskt verk för orkester, sångsolister och kör, med berättande text.
- Orientalisk musik
- Outlaw country var en trend inom amerikansk countrymusik som uppstod i slutet av 1960-talet och hade sin storhetstid under 1970-talet.
- Ouvertyr är ett kort instrumentalt stycke, vanligen för orkester, som spelas som öppning till musikdramatiska verk.

## P
- Pagan metal  är en subgenre till heavy metal.
- Passepied, se svit (musik).
- Passion en beteckning på en musikform under barocken, ett så kallat oratorium som handlar om Jesu lidande och död.
- Pastoral betecknar något idylliskt, något som präglas av (lantlig) enkelhet och fridfullhet.
- Pavane är en ståtlig gammal dans av italienskt ursprung (från Padua) i jämn takt och gravitetisk rörelse, särdeles omtyckt på 1500-talet.
- Piedmontblues uppstod i USA:s östra stater i början av 1900-talet och är en mix av delta blues, ragtime, old time music från Appalacherna och även från vaudevillen.
- Polka är en dans i tvåtakt.
- Polonäs är från början en polsk folkdans i 3/4-takt; dess ursprung är en långsam fördans i 4/4-delstakt till en snabb efterdans, som senare blev mazurkan.
- Polska är en pardans i tretakt som har dansats och utvecklats i snart 500 år och som dansas än i dag.
- Popmusik eller bara pop är ett begrepp som först användes 1926, som en förkortning för "populär", bland annat populärmusik, men sedan slutet av 1950-talet har det handlat om en genre inom populärmusik som ursprungligen karaktäriserades som ett lättare alternativ till rock'n'roll.
- Poppunk är en musikstil som populariserades i mitten av 1990-talet av bland andra band som Weezer och Green Day.
- Post-metal är en musikgenre som uppstod under början av 2000-talet.
- Postpunk är en musikalisk rörelse som hämtade inspiration från punk, men som utvecklade musiken i nya riktningar.
- Postrock är en typ av musik som "använder rockinstrumentation för icke-rock-ändamål.
- Potpurri är synonymt med medley, oftast i betydelsen "ett musikstycke som är sammansatt av flera andra musikstycken".
- Power metal är en musikgenre inom hårdrock/metal.
- Preparerat piano är ett piano som har fått sitt ljud förändrat genom att man placerat föremål på eller mellan strängarna eller på hamrarna eller dämmarna.
- Progressiv rock, ofta kallat progrock (ej att förväxla med den svenska proggen), är en musikgenre som i sin vidare definition helt eller delvis täcker in till exempel Krautrock, Canterbury scene, artrock, symfonirock, space rock, och progressive metal.
- Progressiv house  är en undergenre till house.
- Progressiv metal, även kallad prog metal, en komplicerad form av metal, som experimenterar väldigt mycket, bland annat med taktarter.
- Progressiv trance är en subgenre till trance, direkt anpassad för dansgolvet.
- Psychedelic Black Metal är en undergenre av black metal, även kallad ambient/depressive black metal.
- Psychobilly är en musikstil som vanligtvis beskrivs som en blandning mellan 1970-talets brittisk punk och 1950-talets amerikansk rockabilly.
- Psykedelisk musik är en musikstil som växte ut ur rocken i mitten på 1960-talet.
- Psykedelisk soul är en subgenre till soul som växte fram under slutet av 1960-talet och fortsatte in i 1970-talet.
- Pubrock var en musikrörelse från mitten till slutet av 1970-talet, med huvudfästen i norra London och syd-östra Essex, England.
- Punkrock är en musikstil som är tätt sammankopplad med DIY-etiken.

## R
- R&B, Rhythm and blues, även känt under förkortningarna R&B och R'n'B är ursprungligen ett samlingsnamn på olika citybluesstilar.
- Ragga är en typ av reggae som utvecklades i Jamaica från mitten av 1980-talet.
- Ragtime är en musikgenre som uppstod i USA i slutet på 1800-talet och hade sin storhetstid mellan 1897 och 1918. En rag är ett starkt synkoperat musikstycke.
- Rapcore (rapmetal/raprock) är en musikgenre som kombinerar rap med metal eller rock.
- Rapsodi är en form av musikstycke som består av flera sammanhängande, men sinsemellan obesläktade delar eller teman,
- Reggae är en bred och uttalat rytmisk musikgenre som utvecklades på Jamaica under 1960- och 1970-talen.
- Reggae fusion är en blandning av jazz fusion och reggae.
- Reggaeton är en latinamerikansk musikstil.
- Requiem är ordet som inleder och avslutar den katolska mässan för de döda.
- Rheinländer  är en tysk populär pardans.
- Rock'n'roll, även rock and roll, rock & roll eller rock 'n' roll, som betyder "gunga och rulla", är den ursprungliga ungdomsorienterade musikgenren, föregångare till den övriga rockmusiken som utvecklades från populärmusiken i USA under 1950-talet och strax spreds till Storbritannien och övriga Europa.
- Rockabilly är en musikgenre som skapades av bland andra Bill Haley and his Comets.
- Rockmusik, rock, är en av den moderna tidens viktigaste musikaliska och kulturella rörelser.
- Rocksteady var en rytmisk musikstil som introducerades på Jamaica sommaren 1966 genom att ett extra taktslag lades till före skarytmen.
- Romans (musik) är som konstmusikterm en sånggenre, oftast solosång till instrumentalt ackompanjemang, alltid i litet till måttligt format.
- Roots reggae utvecklades i Kingston, Jamaica med början 1968.
- Rumba är en dans och en familj av musikaliska rytmer som har sina rötter i Afrika.

## S
- Salsa är en musikgenre med latinamerikanskt ursprung.
- Scherzo är en konstmusikalisk formtyp.
- Schlager är ett begrepp som ursprungligen innebär ett musikstycke som "slår" dvs. i liknande betydelse som ordet "hit" används i dag.
- Schottis är en dans i 2/4- eller 4/4-takt, i lugnt tempo.
- Schranz betecknar en stilriktning inom technon och kommer ursprungligen från Tyskland.
- Serenad betyder ursprungligen en hyllningssång framförd nedanför en dams fönster nattetid.
- Shoegazing, även kallat shoegaze, är en musikgenre inom alternativ rock som ursprungligen kom från Storbritannien i slutet av 1980-talet.
- Ska-punk är en blandning av punk och ska där lättsam punkmusik blandas med blåsinstrument.
- Ska var från början en jamaicansk musikgenre.
- Skatepunk  är en musikstil som har ursprunget i hardcorepunk.
- Skiffle var en populär musikstil under främst 1950-talet. Stilen blandade jazz, blues och country.
- Skräckrock är rockmusik som använder sig av skräckfilmsgenrens knep att skrämmas.
- Skänklåt är den spelmanslåt som i äldre tider spelades medan man samlade in pengar åt spelmannen.
- Sludge metal är en musikgenre som kan beskrivas som en blandning av doom metal och hardcore.
- Snoa är en dans.
- Solosång är en term som används om en sångare som sjunger ensam.
- Sonat betecknade från början helt enkelt ett instrumentalstycke till skillnad från en canzona, en sång.
- Sonata, se sonat.
- Sonatin är en mindre sonat, ofta i färre satser.
- Soul utvecklades ur bluesen och gospeln i USA under 1950-talet och 1960-talet.
- Sydstatsrock är en subgenre inom rockmusik som var stor under 1970-talet, med starkast fokus på elgitarr och sång.
- Space rock, ibland kallad rymdrock på svenska, är en subgenre till den progressiva rocken.
- Speed metal är en mindre väldefinierad subgenre till metal.
- Speedcore  är en musikgenre som liknar Hardcore techno.
- Spoken word är en form av enmansteater som kan talas, rimmas eller sjungas a cappella
- Stoner metal, hårdare variant av stonerrock.
- Surf, surfmusik eller surfrock är en form av rockmusik som var populär i början av 1960-talet.
- Svensk hiphop är en musikalisk rörelse som blev till när hiphopen kom till Sverige.
- Svit är ett musikverk som består av flera mindre delar, satser, efter varandra.
- Swing är en typ av jazz som utvecklades på 1930-1940-talet.
- Symfoni är vanligtvis ett stort upplagt verk för symfoniorkester.
- Symfonietta (Sinfonietta) kan antingen beteckna en liten symfoniorkester eller en kammarorkester  (Sinfonietta (orkester)) eller, mer sällsynt, en liten symfoni (Sinfonietta (symfoni)).
- Symfonirock är en subgenre till den progressiva rocken.
- Symfonisk dikt (programmusik) eller tondikt är en genre inom programmusiken.
- Symphonic metal, eller på svenska aningen missvisande ibland operametal, är en benämning på metal där metal blandas med operasång och ibland klassisk musik eller symfonisk keyboardmusik.
- Synthpop (även "syntpop") är en musikgenre som åren omkring 1980 började utvecklas ur syntmusiken, så kallad symfonirock, och vanlig populärmusik.

## T
- Tango  är en pardans som utvecklades i Buenos Aires och Montevideos immigrantkvarter mot slutet av 1800-talet.
- Tarantella, italiensk folkdans, härstammande från Taranto i Apulien.
- Techno är en elektronisk dansmusikstil som uppstod under 1980-talet i Detroit, Michigan.
- Teknisk death metal, Technical death metal är en subgenre till death metal.
- The Gothenburg sound, se Melodisk death metal.
- Thrash metal är en hårdare och ofta snabbare variant av heavy metal som uppstod då hardcorepunk blandades in i musiken.
- Toccata är ett stycke inom klassisk musik. Det innehåller ofta mycket snabba löpningar och/eller stora ackord.
- Tolvtonsteknik eller dodekafoni är en musikriktning som grundades av Arnold Schönberg i början av 1900-talet, och hör till den så kallade atonala musiken.
- Trallpunk är en svensk punkstil som bygger på trallvänliga melodier, snabb trumtakt och ofta politiska (då vänsterinriktad) eller berättande texter.
- Trance  är en genre av elektronisk musik som härstammar från en kombination av techno och house och förgrenar sig i en mångfald av undergrupper.
- Trio, Kvartett
- Triosonata är en musikform, ofta förekommande under barocken. Skrevs för generalbas och ytterligare två instrument.
- Triphop är en musikgenre som växte fram ur Storbritanniens house- och hiphop-scen under mitten av 1990-talet.

## U
- Uvertyr ibland stavat ouvertyr, numera även overtyr) är ett kort instrumentalt stycke, vanligen för orkester, som spelas som öppning till musikdramatiska verk.

## V
- Vals är en pardans i 3/4-takt med tydlig betoning på den första taktdelen.
- Vietnamesisk musik
- Viking metal  är en subgenre till heavy metal.
- Witch house är en musikgenre som blandar influenser från mörk elektronisk musik och hiphop.
- Vit makt-musik är en musikgenre där nazistiska samt nationalkonservativa budskap är vanligt förekommande.[5]
- Vispop, en kombination av visa och popmusik, ibland med influenser från rockmusik[6]
- Västkusthiphop är en stil av hiphop som växte fram i Kalifornien på det tidiga 1980-talet.
- Västkustjazz är en form av jazz som utvecklades i Los Angeles och San Francisco vid ungefär samma tid som hardbopjazzen utvecklades i New York, runt 1950-talet och 1960-talet.
- Världsmusik är ett samlingsnamn för musik som kommer från andra delar av världen än västvärlden.